# Avenue d'Iéna

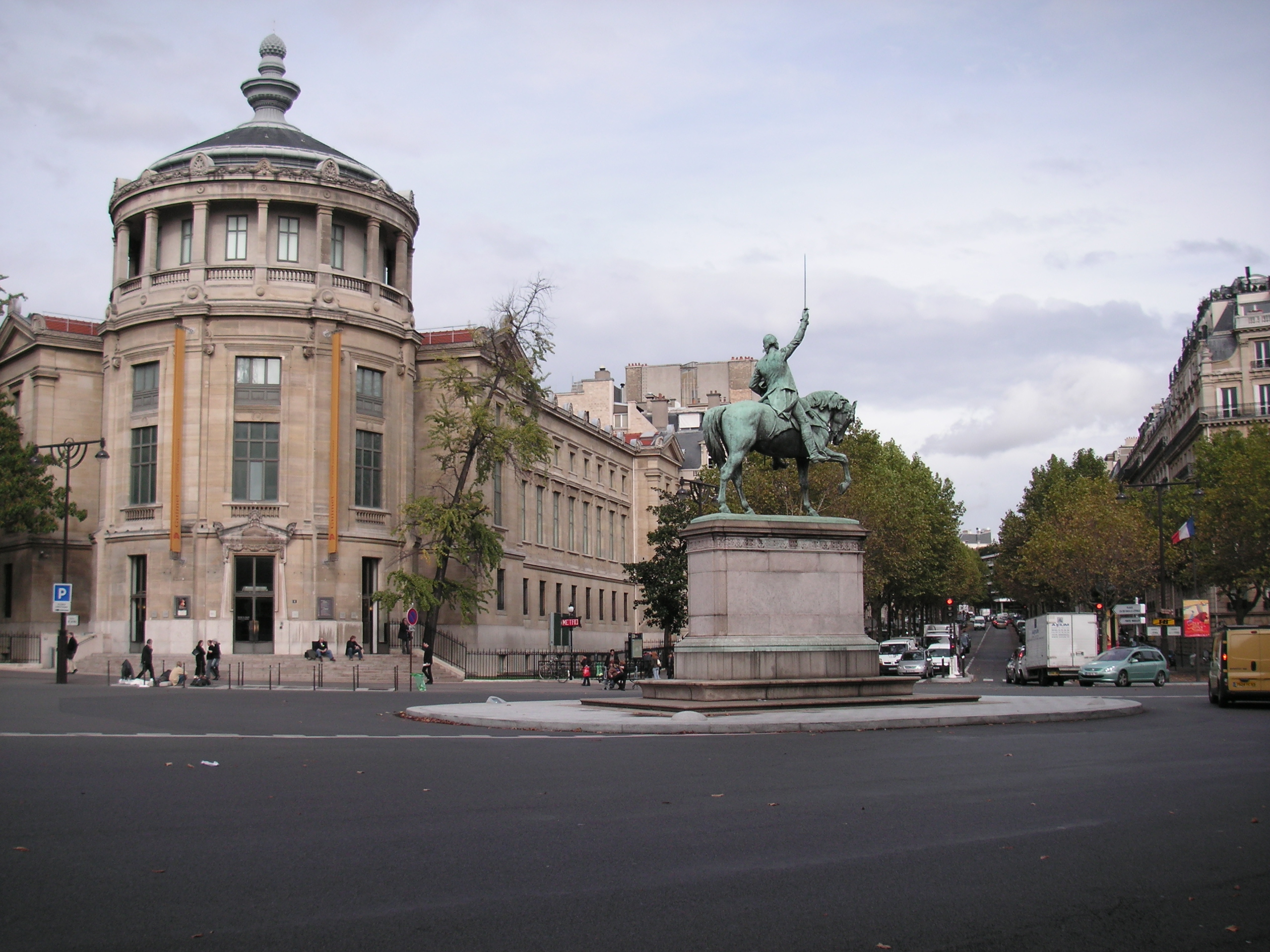
A place d'Iéna e a avenue d'Iéna na extensão.

A Avenue d'Iéna é uma via pública de Paris situada no quartier de Chaillot do 16º arrondissement de Paris. 

## Localização e acesso
Com 1 140 metros de largura e 36 metros de comprimento, ela parte do Jardim do Trocadéro, ao nível do 6, avenue Albert-de-Mun, e se junta à Praça Charles-de-Gaulle.
Este site é servida pelas estações de metrô Charles de Gaulle - Etoile, Kléber e Iéna.

## Origem do nome
Deve o seu nome ao bairro da Pont d'Iéna, que comemora a vitória da batalha de Jena, por Napoleão em 14 de outubro de 1806.

## História
Ela segue aproximadamente o traçado de uma antiga rua da vila de Chaillot, onde ficava o pavilhão do rei Henrique IV e de Gabrielle d'Estrée.
A avenida foi aberta, no caso da parte principal (entre o Trocadéro e a rue de Presbourg), por um decreto de 6 de março de 1858, com uma largura prevista de 40 metros.
A Avenue d'Iéna tem removido as rue des Batailles, que estava situada entre as atuais avenue Albert-de-Mun, e Place d’Iéna. 
Um decreto prefeitural de 20 de dezembro de 1961 atribuiu o nome do Place de l'Uruguay na saída das ruas Galilée e Jean Giraudoux na avenue d'Iéna, lado par.

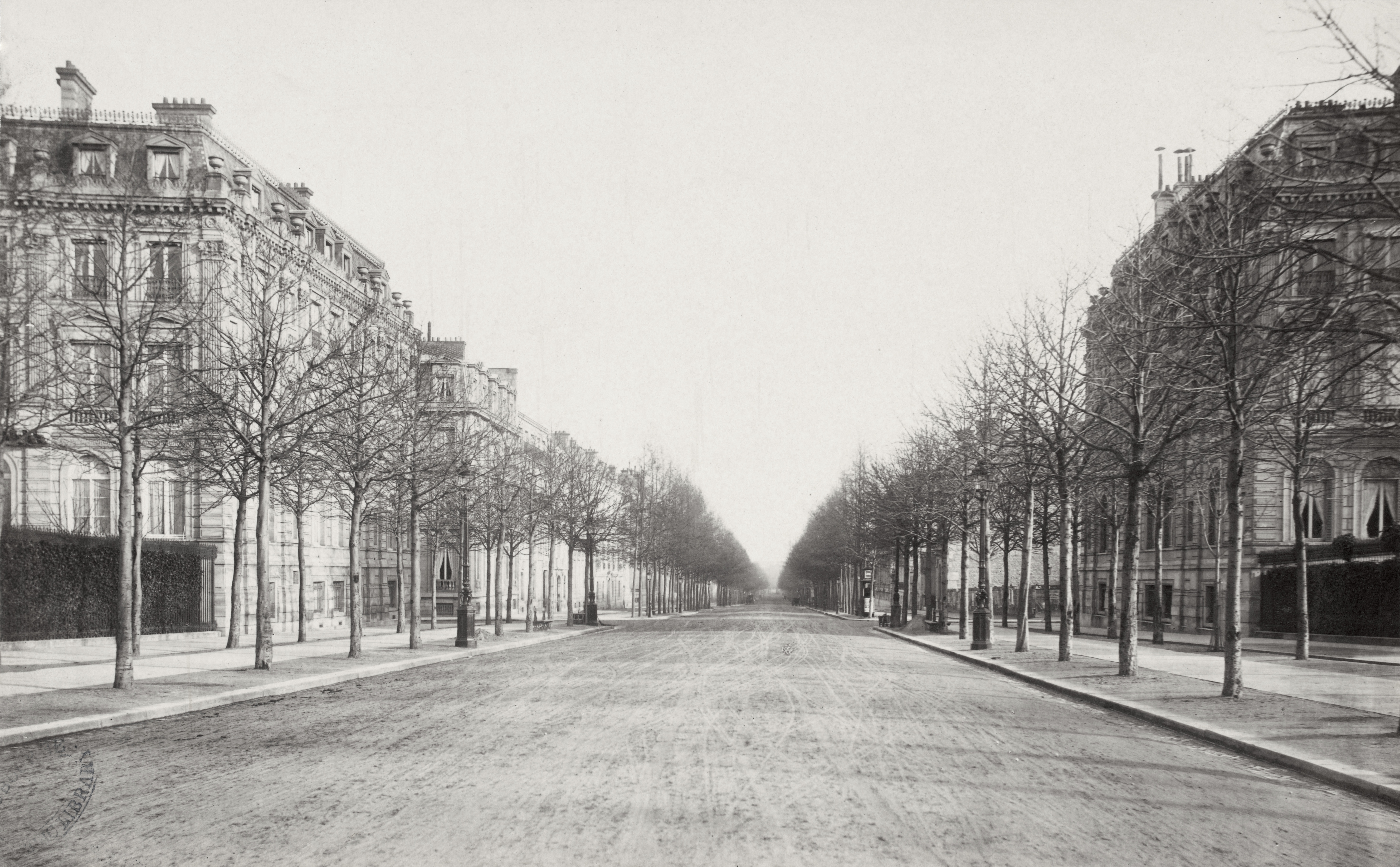
A avenida em 1853 (foto de Charles Marville).
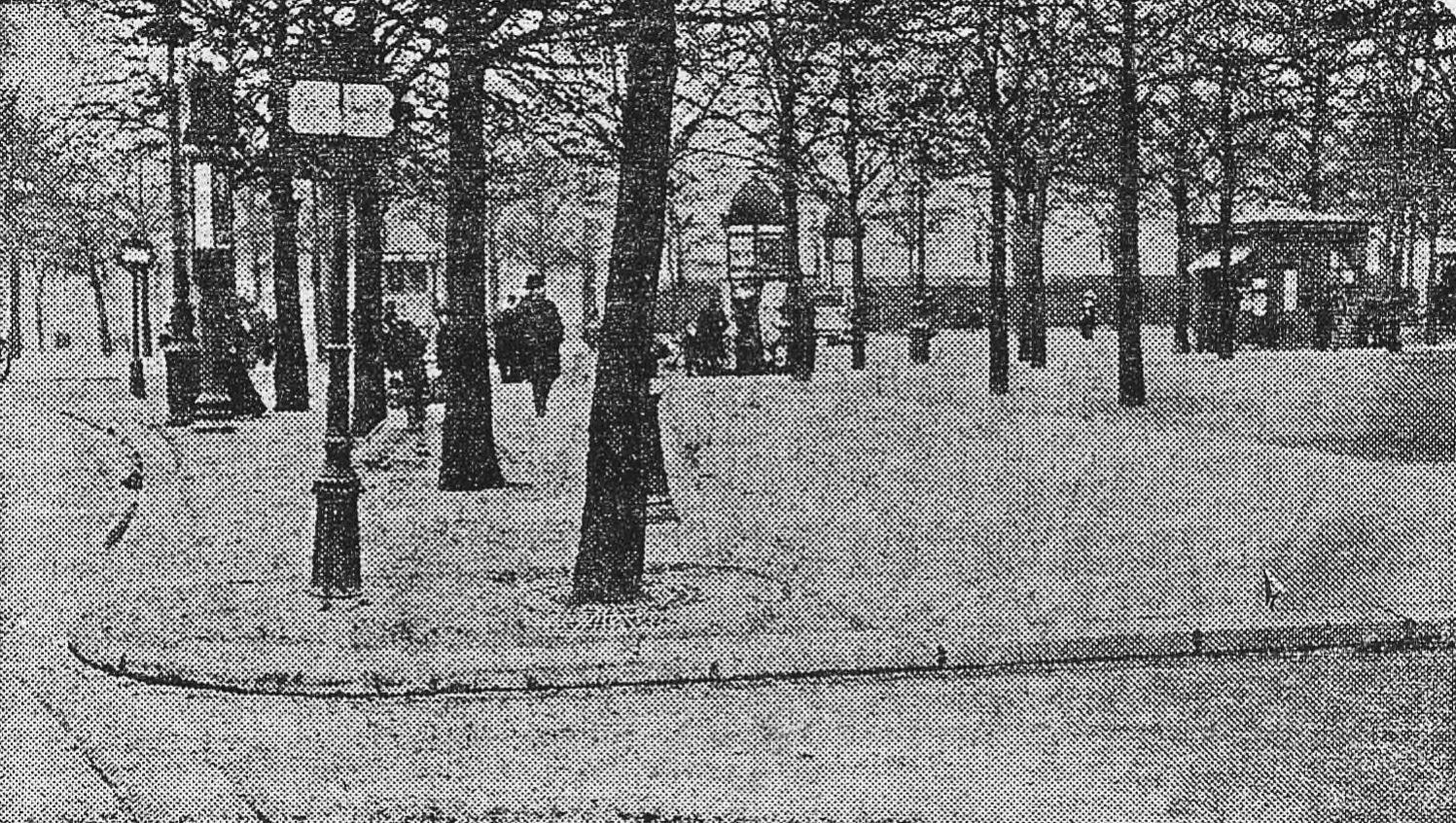
Local onde foi atacado Armand Fallières (L'Humanité, 1908).
Vista a avenida do Arco do Triunfo.